# Caccobius binodulus
Caccobius binodulus är en skalbaggsart som beskrevs av Edgar von Harold 1877. Caccobius binodulus ingår i släktet Caccobius och familjen bladhorningar. Inga underarter finns listade.